# 서비스 과학
서비스 과학(Services Science)은 IBM에서 주창한 서비스과학, 경영 및 공학(SSME, Services Sciences, Management, and Engineering)과 같은 의미로 사용된다.
서비스 사이언스 연구회는 서비스 과학을 다음과 같이 정의하고 있다:
서비스 과학(Service Science)은 서비스의 개발,운영,개선을 위하여 과학적 방법론 및 응용기술을 연구하는 학제적 학문 분야이다.

서비스과학은 한 조직이 다른 조직/개인을 위해 일을 수행(서비스)하는 과학, 경영 및 공학적 방법의 응용을 의미한다. 또한 서비스 시스템에 대한 연구를 의미하기도 한다. 서비스과학에 대한 설명은 전산학과 많이 비유된다. 전산학의 성공은 기초과학의 정의에 있지 않고, 다른 학문과 결합하고 공통의 목적을 위해 소통할 수 있는 언어로의 역할을 한다는 점에 있다. 이처럼 서비스과학은 심리학, 사회학, 법학, 전산학, 경제학 등의 다양한 학문이 서비스 발전을 위해 소통할 수 있는 언어로 생각될 수도 있다.

## 국가별 현황

### 대한민국
대한민국 내에서는 2009년 WCU사업의 지원을 받아 서강대학교 경영전문대학원(MBA)에서 서비스사이언스를 연구하는 글로벌서비스경영학과(구 서비스시스템경영공학과)가 처음으로 개설되어 경영학석사 및 박사 학위를 수여하고 있다. 2012년 현재 2기의 석사 졸업생을 배출하였다. 그외에 카이스트 지식서비스공학과와 한양대 서비스MBA, 국민대학교 경영학과 서비스경영전공이 개설되었다.

## 같이 보기
- 경영학석사
- 서비스
- EMBA
- PSM (Professional Science Masters)